# 1472年大彗星
1472年大彗星（Great Comet of 1472），正式命名為C/1471 Y1，是一顆1472年肉眼可見的彗星。由於其非凡的亮度，它被認為是大彗星之一。
該彗星出現在1471年的聖誕節，直至1472年3月1日（儒略曆）才看不見，總共可見59天。這顆彗星在1472年1月22日距離地球僅0.07天文單位，比現代任何其它大彗星都要接近。

## 觀測史
關於這顆彗星的第一份報告可以追溯到1471年耶誕節，當時這顆彗星位於室女座。1472年1月的第二週，來自韓國的消息提到它有一條4-5度長的尾巴時，它也變得更顯而易見了。這顆彗星向北移動，經過牧夫座、后髮座和大熊座，於1月22日與北天極相距約15度，當天通過近地點，距離為0.07 AU（10 × 106 km；6.5 × 106 mi）。當時彗星的運動速度大約是每小時一度。因此，當彗星向南移動並朝向近日點接近時，可以在傍晚的天空中更容易地看到。最後一次觀測到它是在3月11日左右，當時彗星位於鯨魚座。
一位義大利的醫生，安傑洛·卡托·德·蘇皮諾（Angelo Cato de Supino）也留下了這顆彗星的描述，聲稱它和滿月一樣明亮與雄偉，尾巴延伸了30多度。約翰·繆勒（Regiomontanus）提到，彗星的尾巴在1月20日長50度。
在中國也提到這顆彗星（或稱為“掃帚星”），在中國被觀測到，它甚至在中午也可以看到。15世紀的英國編年史家約翰·沃克沃斯詳細記錄了這顆彗星在英格蘭夜空中的出現和消失。

## 科學成果
這顆彗星之所以引人注目，是因為15世紀的天文學家在行星理論快速發展的時期，且是在哥白尼革命之前不久觀測到它。
約翰·繆勒和伯恩哈德·沃爾瑟在紐倫堡觀測這顆彗星。
約翰·繆勒試圖利用視差來估計它與地球的距離。根據塞金特（Seargeant，2009）的說法：
為了與流行的亞里斯多德關於彗星是大氣現象的理論一致，他估計彗星的距離至少為8,200英里（13,120公里），並據此估計中心凝聚的中心直徑為26英里，整個彗髮為81英里（分別為41.6公里和129.6公里）。當然，這些數值與實際差了好幾個數量級，但他在確定彗星物理尺寸方面的嘗試仍值得讚揚。
現在已知這顆彗星是以0.07 AU（10 × 106 km；6.5 × 106 mi）的距離掠過地球上，這標誌著是迄今最接近地球的大彗星。從那時起，只有1556年大彗星和百武彗星接近至與其相當的距離。

## 外部連結
- Jane L. Jervis, Cometary Theory in Fifteenth-Century Europe (1985), 112ff （页面存档备份，存于）.
- M. Celoria, "Comet of 1472", Nature, Vol. 316, NO.6024/JUL11 (1985), p. 107. doi:10.1038/316107b0
- J. O. Halliwell, "On a very particular and curious Account of the Comet of 1472, from a contemporary MS. Chronicle in Peterhouse Library", The London and Edinburgh Philosophical Magazine and Journal of Science  vol. 14 (1839), 260f. （页面存档备份，存于）
- J. O. Halliwell-Phillipps, "A chronicle of the first thirteen years of the reign of King Edward the Fourth by Warkworth, John, d. 1500"; University of Cambridge. Peterhouse. Library. Mss (230),